# Club 3D Graphics
Club 3D Graphics, fondée en 1997 sous le nom Colour Power (Club 3D depuis 2005), est un constructeur néerlandais de matériel informatique. Ses produits s'étendent aux cartes graphiques basées sur des chipsets graphiques ATI ou NVIDIA, cartes tuner TV, et cartes son pour PC.